# Carl-Olov Munkberg
Carl-Olov Munkberg, född 24 april 1928 i Eskilstuna är en svensk företagsledare.

## Biografi
Munkberg var verkställande direktör för Scanair 1971-1976. Sedan tjänstgjorde han hos Nyman & Schultz innan han 1978 utsågs till verkställande direktör för SAS. 1981 lämnade han denna befattning och blev istället vd för SILA. Denna befattning hade han kvar fram till att han trädde i pension den 1 januari 1991 och efterträddes av Sven-Christer Nilsson.
Munkberg var även verkställande direktör för finansbolaget Stockholm-Saltsjön, som 1987 köpte 30% av aktierna i flygbolaget Transwede. I samband med detta blev Munkberg även styrelseordförande i Transwede.
Fram till 1999 var Munkberg ledamot i styrelsen för Skavsta flygplats, och till år 2000 ordförande i KSAK-DM .